# Droga wojewódzka nr 647
Droga wojewódzka nr 647 (DW647) – droga wojewódzka o długości 46 km, łącząca Dęby koło Łysych ze Stawiskami.

## Miejscowości leżące przy trasie DW647
- Dęby (DW645)
- Pupkowizna
- Cieloszka
- Trzcińskie
- Ptaki
- Zabiele
- Kolno (DK63)
- Gromadzyn-Wykno
- Czernice
- Pachuczyn
- Chmielewo
- Stawiski (S61)